# Costanzo Porta
Costanzo Porta, né en 1528 ou 1529 à Crémone et mort le 19 mai 1601 à Padoue, est un compositeur italien de la Renaissance, appartenant à l'école vénitienne. En son temps, sa réputation de pédagogue et d'expert égale celle de compositeur.

## Biographie
Peu de choses sont connues de ses premières années, sinon qu'il entra dans l'Ordre franciscain des Frères mineurs conventuels et qu'il avait auparavant reçu, très probablement au couvent di Porta San Luca (de la Porte Saint-Luc), à Crémone, une éducation où la musique tenait une bonne place. 
Vers 1550, il étudie auprès du grand compositeur Adrian Willaert, alors maître de chapelle (maestro di cappella) à la Basilique Saint-Marc de Venise. Pendant ce séjour dans la Cité des Doges, il fait la connaissance de Claudio Merulo, également étudiant. Les deux hommes demeureront des amis proches tout au long de leur vie.
Porta devient maestro di cappella (« maître de chapelle », ou encore « maître de musique ») à la cathédrale d'Osimo, « de 1552 à 1564 », qui lui demande de déployer une intense activité. En 1559, il est en relation avec le Duché d'Urbino et le duc Guidobaldo II della Rovere, puisqu'il dédie son premier livre de madrigaux à cinq voix (Il primo libro di madrigali a cinque voci) à sa fille Virginia della Rovere.
En 1565, il accepte le poste de maître du chœur à la cathédrale de Padoue, où il doit rester trois ans, mais qu'il abandonne l'année suivante, car une offre plus intéressante de la part du cardinal Giulio della Rovere lui donne carte blanche pour instituer une nouvelle pratique musicale à la cathédrale de Ravenne. 
Après la mort du cardinal Rovere, le 3 septembre 1578, Carlo Borromeo, l'archevêque de Milan, lui offre un poste similaire dans la capitale du duché que Porta refuse, comme il le fait pour d'autres propositions venues de plusieurs villes. Il accepte toutefois des charges peu exigeantes à la basilique Notre-Dame de Loreto de 1574 à 1580, puis de nouveau à Ravenne jusqu'en 1589.
C'est que, en ayant des charges officielles moins lourdes, il peut se consacrer à l'enseignement, auprès de nombreux élèves, de la science du contrepoint et consacrer le reste de son temps à la composition. Toutefois, son renom de professeur décline rapidement et il passe ses dernières années à Padoue dans des conditions difficiles : son enseignement n'étant plus recherché, ses élèves se font rares. Il doit, en outre, subir le fardeau d'une mauvaise santé et la charge harassante de diriger « les chœurs de la cathédrale (1589-1595), puis ceux de la basilique Saint-Antoine (1595-1601), où il avait déjà travaillé » et où, à sa mort, survenue en mai 1601, il est inhumé.

## Style et influences
À l'exception de six livres de madrigaux, œuvres d'un abord relativement facile et souvent composées pour des festivités ou des mariages, presque tout l'œuvre de Costanzo Porta appartient à la musique sacrée, avec une nette prédilection pour le motet. Au cours de sa vie, il publie en effet au moins huit livres de motets, dont un aujourd'hui perdu, ainsi que des livres de messes, des introïts et un vaste cycle d'hymnes pour les Vêpres.
Des nombreux élèves de Willaert, son maître, Porta apparaît comme « l'un de ceux qui ont le mieux assimilé les leçons du musicien franco-flamand ». La musique de Porta, plus complexe que celle de Nicolas Gombert, offre un contrepoint savant, voire sévère, mais employé si habilement que le texte demeure toujours clairement audible. Sa musique, qui peut avoir recours à des canons stricts, produit des effets spectaculaires. Ainsi, un motet à sept voix du livre de 1580 compte quatre voix entièrement en canon et un autre motet du même livre emploie un canon de proportion, la plus complexe de toutes les formes contrapuntiques. 
Alors que de nombreux compositeurs réagissaient aux nouvelles exigences de l'Église de Rome en évacuant le recours excessif à la polyphonie, Porta « ne se soumit pas aux règles imposées à la musique sacrée par le Concile de Trente (qui se tint de décembre 1545 à décembre 1563). Sa correspondance avec saint Charles Borromée, cardinal archevêque de Milan, le montre ardent défenseur de la pratique instrumentale à l'église et de la pompe sonore ». Il reste confiant que ses compositions, aussi rigoureuses que celles de Palestrina, peuvent transmettre avec clarté tout texte sacré, grâce à un emploi subtil de la dissonance et du chromatisme, deux traits distinctifs de son style. La virtuosité polyphonique de son écriture, aujourd'hui admirée, atteint donc chez lui un degré inhabituel pour un compositeur de la fin du XVIe siècle, mais apparaît aussi comme la cause de la désaffection dont il fut victime à la fin de sa vie.

## Œuvres
- 100 antiphonæ super cantu plano de comuni sanctorum. Hymni de festis et de comuni. Magnificat octo tonorum. Missa quatuor vocum inedita (100 antiennes sur le plain-chant du commun des saints. Hymnes de fêtes et du commun. Magnificat dans les huit tons d'église. Messe à 4 voix, inédite)
- Antiphonæ quatuor vocum super cantu plano. Ineditæ (Antiennes à 4 voix, sur le plain-chant. Inédites)
- Hymnodia sacra quatuor vocum. Totius per anni circulum (Hymnodie sacrée, à 4 voix. Pour toute l'année)
- Il primo libro di madrigali a quattro voci (Premier livre de madrigaux, à 4 voix, 1555)
- Il primo libro di madrigali a cinque voci
- Il secondo libro di madrigali a cinque voci (1569)
- Il terzo libro di madrigali a cinque voci (1573)
- Il quarto libro di madrigali a cinque voci (1586)
- Litaniæ deiparæ Virginis Mariæ octo vocum (Litanies de la Vierge Marie, Mère de Dieu, à 8 voix)
- Magnificat octo, duodecim, sexdecim vocum (Magnificat à 8, 12 et 16 voix)
- Missæ tres ineditæ : Missa Ducalis. Missa Da pacem. Missa mortuorum (Trois messes inédites : Messe ducale, Messe [sur l'antienne] Da pacem (« Donne la paix »), Messe des morts)
- Missarum liber primus. Pars prima (Premier livre des messes. Première partie, 1578)
- Missarum liber primus. Pars secunda (1578)
- Motecta quatuor vocum (Motets à 4 voix)
- Motecta quinque vocum. Liber primus (1555)
- Motecta quinque vocum. Liber secundus (1605)
- Motecta sex vocum. Liber primus
- Motecta sex vocum. Liber tertius
- Musica in Introitus missarum quæ in diebus dominicis celebrantur. Quinque vocum (1566) (Musique pour l'Introït des messes qui sont célébrées les dimanches. À 5 voix)
- Musica sacra sparsa in raccolte stampate dell'epoca (Musique sacrée dispersée dans les recueils imprimés de l'époque)
- Musica sex canenda vocibus. Liber primus (Musique [destinées à être] chantées à 6 voix. Livre premier)
- Musica sex canenda vocibus. Liber tertius (1585)
- Liber ad Introitum Missarum a cinque voci (1566)
- Liber ad Introitum Missarum a cinque voci (1588)
- Psalmodia Vespertina a otto voci (Psalmodie de Vêpres, à 8 voix, 1606)

## Enregistrements
- Le Sanctus et l'Agnus Dei de la Missa Ducalis, dans le CD Utopia Triumphans, The Great Polyphony of the Renaissance, Huelgas Ensemble - Paul Van Nevel, Sony Vivarte 66261 (1995)
- Les motets Sancte Francisce Propera, Plaudat Frater et Voce Mea dans le CD Il Poverello : Medieval & Renaissance Music for Saint Francis of Assisi, The Rose Ensemble, dir. Jordan Sramek, Rose Records (2009)
- Missa mortuorum : Chœur de chambre Istvánffy, Lõrinc Muntag,   BMC 2018. Diapason découverte 2022.

## Sources
- Marc Honegger (sous la direction), Dictionnaire de la musique, tome 2, Les Hommes et leurs œuvres. L-Z, Paris, Bordas, 1986, 1365 p.  (ISBN 2-04-016327-1) - Article Costanzo Porta
- Françoise Ferrand (sous la direction de), Guide de la musique de la Renaissance, Paris, Fayard, coll. « Les Indispensables de la musique », 2011, 1235 p.  (ISBN 978-2-213-60638-5)
- Gustave Reese, Music in the Renaissance, New York, W.W. Norton & Co., 1954
- The New Grove Dictionary of Music and Musicians, éd. Stanley Sadie, Macmillan Publishers, 1980 - Article Costanzo Porta